# Gilbert Delorme
Gilbert Delorme (né le 25 novembre 1962 à Boucherville ville de la province de Québec au Canada) est un joueur professionnel de hockey sur glace. 

## Carrière sportive

### En club
Il commence sa carrière de joueur dans la Ligue de hockey junior majeur du Québec en jouant pour les Saguenéens de Chicoutimi en 1978 la première des trois saisons qu'il va passer au sein de la franchise. Lors du repêchage d'entrée dans la Ligue nationale de hockey de 1981 il est choisi en tant que premier choix des Canadiens de Montréal et 18e choix au total du repêchage.
Il commence immédiatement sa carrière dans la LNH et joue dès sa première saison dans la ligue une soixantaine de matchs pour trois buts et réalisant huit passes décisives. Au bout de deux saisons avec les Canadiens, il est échangé en décembre 1983 avec Greg Paslawski et Doug Wickenheiser en retour de Perry Turnbull des Blues de Saint-Louis.
Il passe un an et demi au sein de l'équipe puis change d'équipe pour rejoindre les Nordiques de Québec en retour de Bruce Bell. Avec les Nordiques, il joue encore une saison et demie puis rejoint les Red Wings de Détroit dans un échange l'envoyant avec Brent Ashton et Mark Kumpel en retour de Basil McRae, John Ogrodnick et Doug Shedden.
Il passe deux saisons et demie avec les Red Wings et change une nouvelle fois d'équipe. Il signe en juin 1989 en tant qu'agent libre avec les Penguins de Pittsburgh de Mario Lemieux. Il ne joue qu'une saison dans la LNH avec les Penguins puis l'année suivante il rate la saison à la suite d'une blessure à la jambe. À son retour au jeu, les Penguins 1991 ont gagné la Coupe Stanley et il est affecté à la franchise affiliée aux Penguins, les Lumberjacks de Muskegon de la Ligue internationale de hockey. L'équipe remporte sa division mais échoue en finale de la Coupe Turner.
Il fait encore une fois une pause dans sa carrière pour être entraîneur-adjoint des Lumberjacks de Cleveland et joue sa dernière saison en tant que professionnel en 1994-1995 avec les Wings de Kalamazoo. Il met fin à sa carrière de joueur mais joue tout de même un match de roller in line hockey dans la Ligue Nationale de Roller-Hockey avec les Roadrunners de Montréal.
En 1998-1999, il prend le poste d'entraîneur-adjoint du Moose du Manitoba de la LIH. Il occupe le poste une saison et en 2000, il devient entraîneur-adjoint du Rocket de Montréal pour deux saisons et devient l'entraîneur en chef de l'équipe pour 2002-03. Par la suite, il devient entraîneur du Mission de Sorel-Tracy dans la LNAH. Il est remercié le 19 février 2008, alors que l'équipe n'affiche que 17 victoires en 40 matchs.

### En équipe nationale
Il représente le Canada lors du championnat du monde junior de 1981 et inscrit un but.

## Statistiques
| Saison     | Équipe                   | Ligue      |     | Saison régulière | Saison régulière | Saison régulière | Saison régulière | Saison régulière |   | Séries éliminatoires | Séries éliminatoires | Séries éliminatoires | Séries éliminatoires | Séries éliminatoires |
| Saison     | Équipe                   | Ligue      | PJ  | B                | A                | Pts              | Pun              | PJ               | B | A                    | Pts                  | Pun                  |                      |                      |
| 1978-1979  | Saguenéens de Chicoutimi | LHJMQ      | 72  | 13               | 47               | 60               | 53               |                  |   |                      |                      |                      |                      |                      |
| 1979-1980  | Saguenéens de Chicoutimi | LHJMQ      | 71  | 25               | 86               | 111              | 68               |                  |   |                      |                      |                      |                      |                      |
| 1980-1981  | Saguenéens de Chicoutimi | LHJMQ      | 70  | 27               | 79               | 106              | 77               |                  |   |                      |                      |                      |                      |                      |
| 1981-1982  | Canadiens de Montréal    | LNH        | 60  | 3                | 8                | 11               | 55               |                  |   |                      |                      |                      |                      |                      |
| 1982-1983  | Canadiens de Montréal    | LNH        | 78  | 12               | 21               | 33               | 89               | 3                | 0 | 0                    | 0                    | 2                    |                      |                      |
| 1983-1984  | Canadiens de Montréal    | LNH        | 27  | 2                | 7                | 9                | 8                |                  |   |                      |                      |                      |                      |                      |
| 1983-1984  | Blues de Saint-Louis     | LNH        | 44  | 0                | 5                | 5                | 41               | 11               | 1 | 3                    | 4                    | 11                   |                      |                      |
| 1984-1985  | Blues de Saint-Louis     | LNH        | 74  | 2                | 12               | 14               | 53               | 3                | 0 | 0                    | 0                    | 0                    |                      |                      |
| 1985-1986  | Nordiques de Québec      | LNH        | 64  | 2                | 18               | 20               | 51               | 2                | 0 | 0                    | 0                    | 5                    |                      |                      |
| 1986-1987  | Nordiques de Québec      | LNH        | 19  | 2                | 0                | 2                | 14               |                  |   |                      |                      |                      |                      |                      |
| 1986-1987  | Red Wings de Détroit     | LNH        | 24  | 2                | 3                | 5                | 33               | 16               | 0 | 2                    | 2                    | 14                   |                      |                      |
| 1987-1988  | Red Wings de Détroit     | LNH        | 55  | 2                | 8                | 10               | 81               | 15               | 0 | 3                    | 3                    | 22                   |                      |                      |
| 1988-1989  | Red Wings de Détroit     | LNH        | 42  | 1                | 3                | 4                | 51               | 6                | 0 | 1                    | 1                    | 2                    |                      |                      |
| 1989-1990  | Penguins de Pittsburgh   | LNH        | 54  | 3                | 7                | 10               | 44               |                  |   |                      |                      |                      |                      |                      |
| 1991-1992  | Lumberjacks de Muskegon  | LIH        | 60  | 6                | 6                | 12               | 89               | 7                | 2 | 2                    | 4                    | 12                   |                      |                      |
| 1994-1995  | Wings de Kalamazoo       | LIH        | 28  | 1                | 5                | 6                | 26               |                  |   |                      |                      |                      |                      |                      |
| Totaux LNH | Totaux LNH               | Totaux LNH | 541 | 31               | 92               | 123              | 520              | 56               | 1 | 9                    | 10                   | 56                   |                      |                      |

## Après carrière
Delorme a été propriétaire d'un Tim Hortons dans la municipalité de Saint-Basile-le-Grand, au Québec. Son chandail numéro 5 pour les Saguenéens de Chicoutimi a été retiré le 15 novembre 2008 au Centre Georges-Vézina. Il est devenu ensuite analyste hockey pour le Réseau des sports et le 91,9 Sports. Il réside aujourd'hui à  Saint-Bruno-de-Montarville. 